# Germán List Arzubide
Germán List Arzubide (Puebla de Zaragoza, Puebla, 31 de mayo de 1898 - Ciudad de México, 17 de octubre de 1998) fue un poeta y revolucionario mexicano. Perteneció al movimiento artístico llamado Estridentismo.

## Primeros años y revolucionario
Realizó sus estudios en la Escuela Normal, también en el antiguo Colegio del Estado. Se unió a la lucha en la Revolución mexicana, cuando los hermanos Aquiles y Máximo Serdán murieron al ser atacados por las tropas del general Porfirio Díaz. Combatió en las fuerzas de Venustiano Carranza bajo las órdenes del coronel Gabriel Rojano. En 1920, fue forzado a huir durante la rebelión dirigida por Álvaro Obregón en Agua Prieta.

## Estridentista
En 1921 fundó las revistas Vincit y Ser cuyo objetivo era divulgar a los maestros del modernismo. En 1922 se unió a Manuel Maples Arce y Arqueles Vela en el movimiento artístico mexicano conocido como Estridentismo. En 1923, junto con Maples Arce, escribió y publicó el Manifiesto N.º 2 del movimiento estridentista, en su natal Puebla. Trabajó con el gobernador Lombardo Toledano en 1924 y combatió a la sublevación delahuertista. En 1926, fundó la revista Horizonte en Xalapa. Por petición de Augusto César Sandino llevó, enrollada en su cuerpo, la bandera que el general nicaragüense había capturado a los intervencionistas estadounidenses al Congreso Antiimperialista de Fráncfort del Main, atravesando el territorio de los Estados Unidos. Formó parte de la dirección de la asamblea con Henry Barbusse, madame Sun-Yat-Sen, San Katayama y Nehru. List Arzubide fue también dramaturgo: El juicio de Dios, escrita en 1929 y estrenada en Xalapa un año después, Las sombras, protesta dramática, y El nuevo diluvio; publicadas en un volumen titulado Tres comedias revolucionarias (1933). Propone sus ideas teatrales y políticas en su prólogo a la edición de su teatro: “El teatro no es una forma artística pura que pueda vivir por sí misma. Es una mezcla de arte y de acción, de ficción y trabajo que por exigir penosos laboreos de obreros, preparación metódica, disciplina en el esfuerzo, concluye por ser una representación vital que impone siempre una dignidad humana: la que sólo se haga efectiva con un fin claramente determinado”. El último juicio lleva a escena un tribunal proletario de la figura divina, a quien se le acusa de los males sociales. El mismo autor menciona la fuente de su inspiración: “Estando en la U.R.S.S., alguien me contó que en Kharkov [Ucrania], los obreros se habían reunido para hacer una parodia de juicio a Dios, llegando a las conclusiones que anoto en el final de mi cuadro; cierta o no la noticia me inspiró hacer tal juicio, como una anticipación de lo que será algún día” (97). El nuevo diluvio es una de las mejores piezas breves del teatro mexicano, es una farsa plena de imaginación que utiliza la historia de Noé y su barca: el viejo Noé es un constructor capitalista de barcas y sus clientes son los animales. Los clientes son el Señor Cerdo y el Señor Mono, y los obreros son el Señor Perro, el Señor Borrego y el Señor Coyote, siendo éste un obrero inteligente y descontento. La alegoría fársica de la revolución mexicana está totalmente lograda, con un gran distanciamiento de esta revuelta histórica que había terminado una década antes. En 1935, fundó el Teatro Guiñol en México. En 1936, trabajó en la Secretaría de Hacienda y formó el Ala Izquierda de Empleados Federales. De 1941 a 1953 colaboró para la revista Tiempo. En 1957, coadyuvó en la fundación de la Academia Mexicana de la Educación.

## Reconocimiento tardío
La obra de List empezó a ser reconocida hasta finales del siglo XX. En los últimos años de su vida recibió varios reconocimientos y homenajes, como el Premio Nacional de Lingüística y Literatura en 1997; en ese mismo año el Instituto Nacional de Bellas Artes realizó un homenaje al Estridentismo, cuyo acto central fue la develación de un monumento en el Bosque de Chapultepec.

## Obras
- Plebe poesía anarquista (1925).
- Esquina poesía estridentista (1925).
- Mueran los gachupines (1926).
- El movimiento estridentista (1926).
- Emiliano Zapata (exaltación) (1927).
- El viajero en el vértice (1927).
- Lenin, un técnico de la revolución social (1929).
- Práctica de educación irreligiosa (1933).
- Troka, el poderoso (1939).
- Es la revolución (1955).
- Giuseppe Garibaldi. Héroe de dos mundos (1960).
- La batalla del 5 de mayo de 1862 (1962).
- Ramón López Velarde y la Revolución mexicana (1963).
- Madero, el México de 1910 (1973).
- Poemas estridentistas (1986).
- Arco iris de cuentos mexicanos (1991).
- Teatro guiñol comedias completas (1997).

## Premios y distinciones
- Premio Nacional de Periodismo Cultural en 1983.[4]
- Premio Puebla en 1986.
- Premio Nacional de Ciencias y Artes en el área de Lingüística y Literatura en 1997.[5]